# Andrzej Flis (partyzant)
Andrzej Flis ps. „Maksym” (ur. 28 listopada 1916, zm. 28 października 1981) – partyzant, dowódca 1 Brygady AL im. Ziemi Lubelskiej.

## Biografia
Na początku marca 1943 został dowódcą oddziału sztabowego partyzanckiej Grupy Operacyjnej im. Tadeusza Kościuszki dowodzonej przez Grzegorza Korczyńskiego. 26 marca 1943 oddział ten zniszczył urząd gminny we wsi Sól, paląc dokumenty i spisy kontyngentowe i zabierając powielacz i maszynę do pisania. 17 kwietnia 1944 wraz z oddziałem Leona Plichty „Wrony” zaatakował niemiecki wojskowy pociąg pośpieszny pod Pułankowicami na linii Rozwadów-Lublin, zabijając 19 oficerów i policjanta; Flis został ranny w tej akcji. Następnego dnia oddział został otoczony przez Niemców pod Pułankowicami, ale zdołał wydostać się z okrążenia.
Rozkazem Dowództwa Głównego GL z 25 grudnia 1943 odznaczony Orderem Krzyża Grunwaldu III klasy. Po sformowaniu 20 lutego 1944 1 Brygady AL im. Ziemi Lubelskiej „Maksym” został jej szefem sztabu w stopniu kapitana. Po śmierci Feliksa Kozyry „Błyskawicy” został dowódcą Brygady. 12 maja 1944 został ranny podczas niemieckiego nalotu na Momoty, po czym przekazał dowództwo Ignacemu Borkowskiemu „Wickowi”.
W pierwszej połowie lat 50. był więziony pod zarzutem wymordowania Żydów z Ludmiłówki w grudniu 1942 przez oddział Korczyńskiego, do którego „Maksym” wówczas należał.

## Awanse
- kapitan – 1943
- major – po wojnie[1]

## Odznaczenia
- Order Krzyża Grunwaldu III klasy – 25 grudnia 1943[2]
- Krzyż Partyzancki
- Medal Zwycięstwa i Wolności 1945

i inne

## Publikacje
- Kierunek – Puszcza Solska (1970, Biblioteka Żółtego Tygrysa, nr 8/70)